# Єгоричев Микола Григорович
Микола Григорович Єгоричев (нар. 3 травня 1920, село Строгіно Кунцевського району Московської області, нині у складі Москви — 16 лютого 2005, місто Москва, Росія) — радянський партійний і державний діяч, 1-й секретар Московського міського комітету КПРС (1962—1967). Член Бюро ЦК КПРС по РРФСР в 1962—1966 рр. Член ЦК КПРС в 1961—1971 р. Депутат Верховної Ради СРСР 6—7-го скликань. Член Президії Верховної Ради СРСР у 1965-1967 роках.

## Біографія
Народився в багатодітній селянській родині. Захоплювався лижним спортом, у 1936—1938 роках — чемпіон «Красногорської лижні» серед юнаків. Закінчив десятирічну школу в Тушино (1938, з відзнакою).
У 1938—1941 роках навчався на бронетанковому факультеті Московського вищого технічного училища імені Баумана. Після закінчення німецько-радянської війни повернувся в училище (1946), яке закінчив у 1951 році з відзнакою.
Після початку німецько-радянської війни брав участь у будівництві оборонних споруд в Калузькій області. Після повернення до Москви восени 1941 року добровільно вступив до 3-ї Московської комуністичної дивізії на посаду заступника політрука окремого взводу винищувачів танків. Служив під Москвою, в 1942 році в складі дивізії був переведений на Північно-Західний фронт, де 8 березня 1942 року в бою був важко поранений в ногу. Відправлений у госпіталь, після одужання в червні 1942 року знову прибув на фронт, був заступником політрука роти, а потім командиром взводу у складі 241-ї стрілецької дивізії.
Член ВКП(б) з 1942 року.
10 серпня 1942 року був поранений вдруге, але через тиждень повернувся на передову. З травня 1943 року дивізія перебувала у складі резервного Степового фронту, а потім переведена на 1-й Український фронт, брала участь у Курській битві, форсуванні Дніпра, боях за Київ.
З листопада 1943 року молодший лейтенант Микола Єгоричев навчався на офіцерських курсах шифрувальників в Києві, потім викладав на курсах. Брав участь у бойових діях проти Української повстанської армії (УПА) на Західній Україні, у 1945 році проходив службу командиром взводу команди спецзв'язку 8-го відділу штабу 1-го Українського фронту в Німеччині.
Після повернення до Московського вищого технічного училища імені Баумана (МВТУ) у 1946 році, був обраний секретарем комітету ВЛКСМ факультету, відтак став комсоргом ЦК ВЛКСМ МВТУ. З 1950 року — секретар партійного комітету МВТУ.
У 1954—1956 роках — секретар, 2-й секретар, а у 1956—1960 роках — 1-й секретар Бауманського районного комітету КПРС міста Москви.
У травні 1960 — лютому 1961 року — інспектор ЦК КПРС.
27 лютого 1961 — 26 листопада 1962 року — 2-й секретар Московського міського комітету КПРС.
26 листопада 1962 — 27 червня 1967 року — 1-й секретар Московського міського комітету КПРС. Член Бюро ЦК КПРС по РСФСР з 23 листопада 1962 до 8 квітня 1966 року. Обирався делегатом XXI, XXII і XXIII з'їзду КПРС.
У червні 1967 — квітні 1970 року — заступник міністра тракторного і сільськогосподарського машинобудування СРСР, який курував будівництво.
З 16 квітня 1970 по 15 травня 1984 року був надзвичайним і повноважним послом СРСР в Данії, у 1972 році брав активну участь у підготовці візиту в СРСР королеви Данії Маргрете — це був перший візит європейського монарха в Радянський Союз.
У травні 1984 — 1987 року — заступник міністра машинобудування для тваринництва і кормовиробництва СРСР, курував будівництво.
У 1984—1987 роках — заступник міністра машинобудування для тваринництва і кормовиробництва, знову курирував будівництво.
У 1987—1988 роках — 1-й заступник голови президії Торгово-промислової палати СРСР.
15 березня — 14 жовтня 1988 року — надзвичайний і повноважний посол СРСР в Афганістані, у цей період відбувалося виведення радянських військ з цієї країни.
Після повернення в СРСР Микола Єгоричев у жовтні 1988 року був відправлений на пенсію.
Обирався радником асоціації «Російський дім Міжнародного науково-технічного союзу», брав активну участь у ветеранському русі. Був членом ради старійшин при мері Москви.
Похований на Троєкуровському цвинтарі в Москві.

## Нагороди
- орден Леніна
- орден Вітчизняної війни 1-го ступеня (1985)
- орден Дружби народів
- орден «Знак Пошани»
- два ордени Червоної Зірки (, 13.06.1945)
- медаль «За відвагу»
- медаль «За оборону Москви»
- медаль «За взяття Берліна»
- медаль «За визволення Праги»
- медаль «За перемогу над Німеччиною у Великій Вітчизняній війні 1941—1945 рр.»